# Vegetationskontrolle

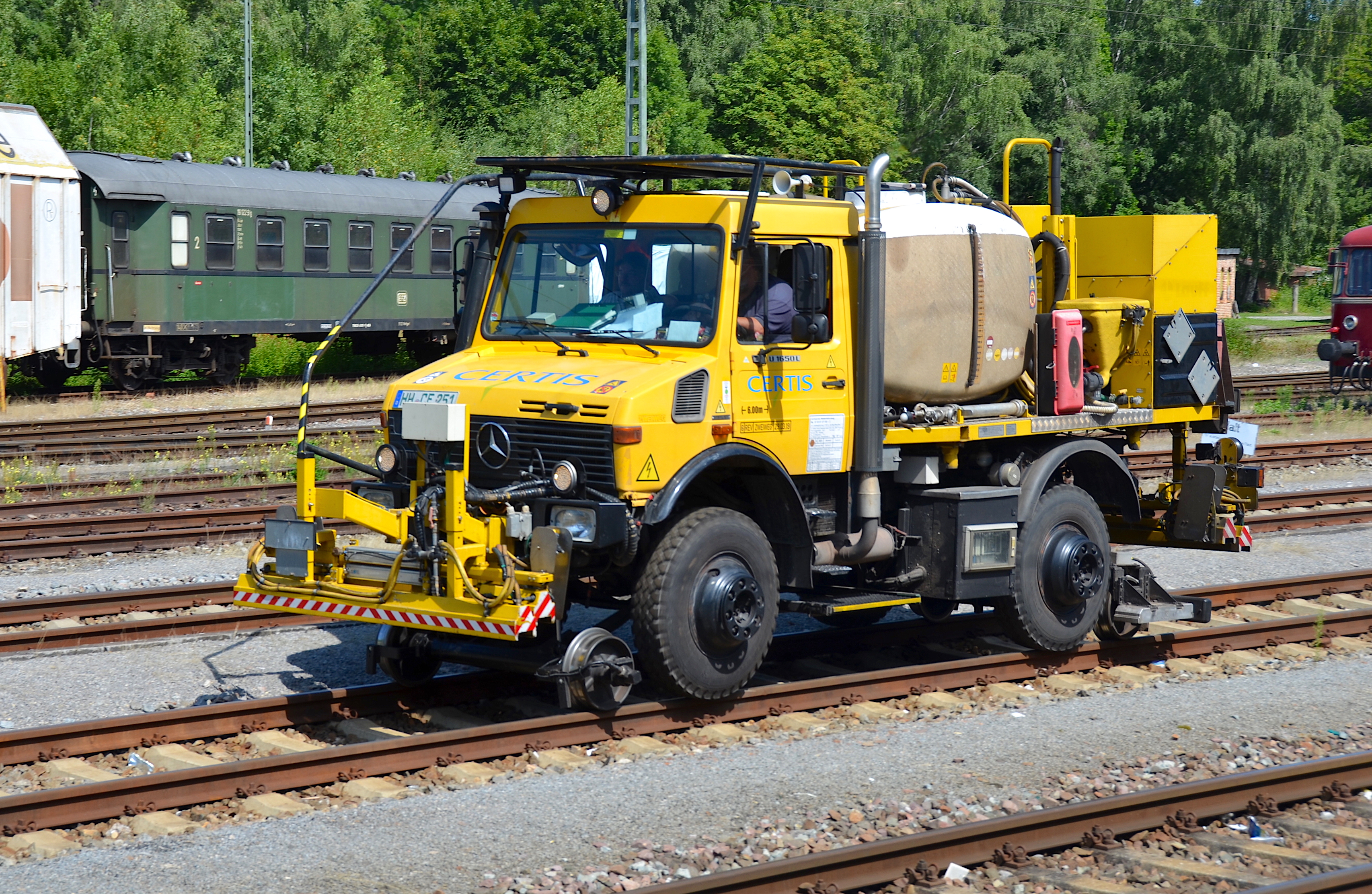
Certis Unimog, Zweiwegefahrzeug zur Vegetationsbekämpfung

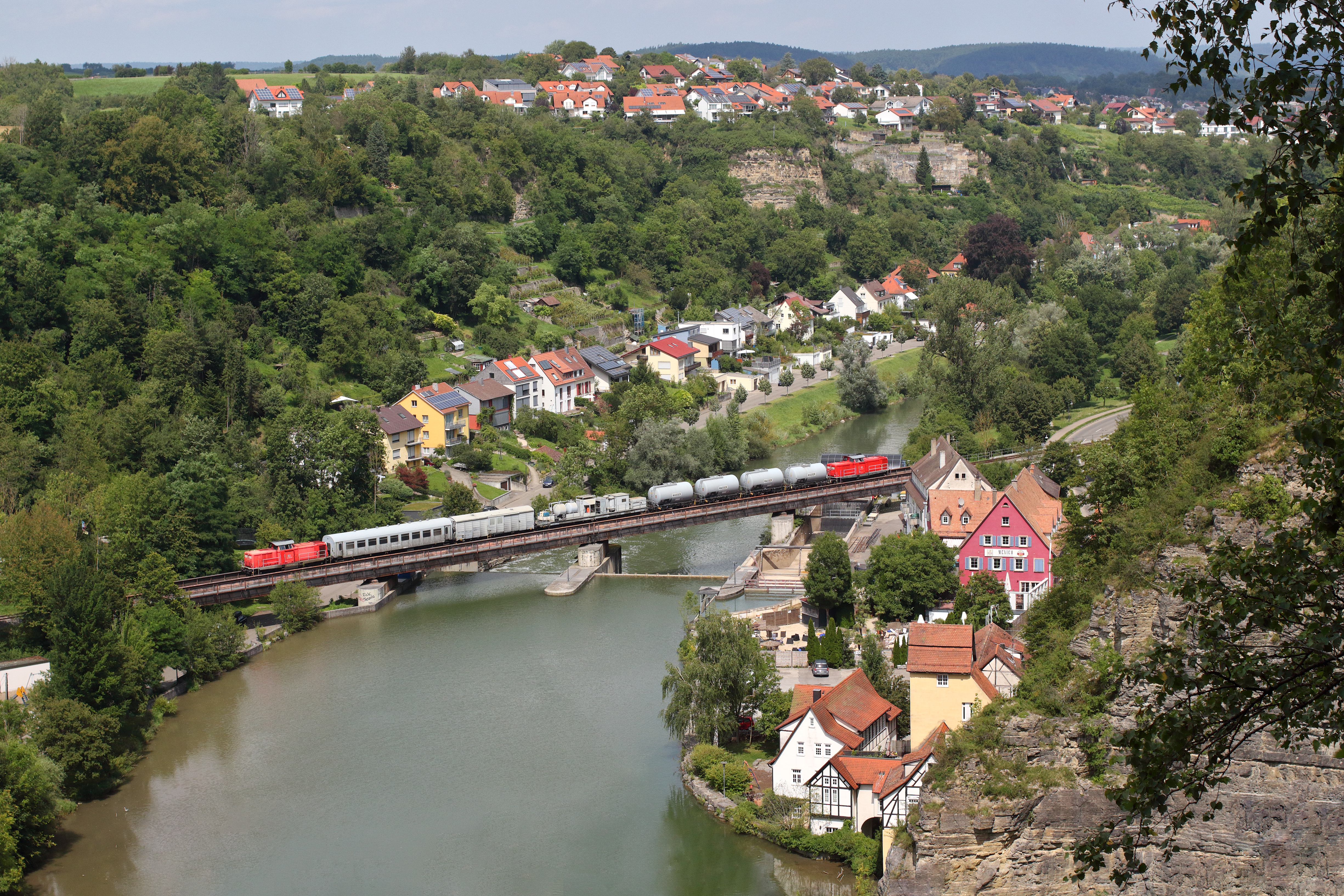
Unkrautvernichtungszug der Deutschen Bahn

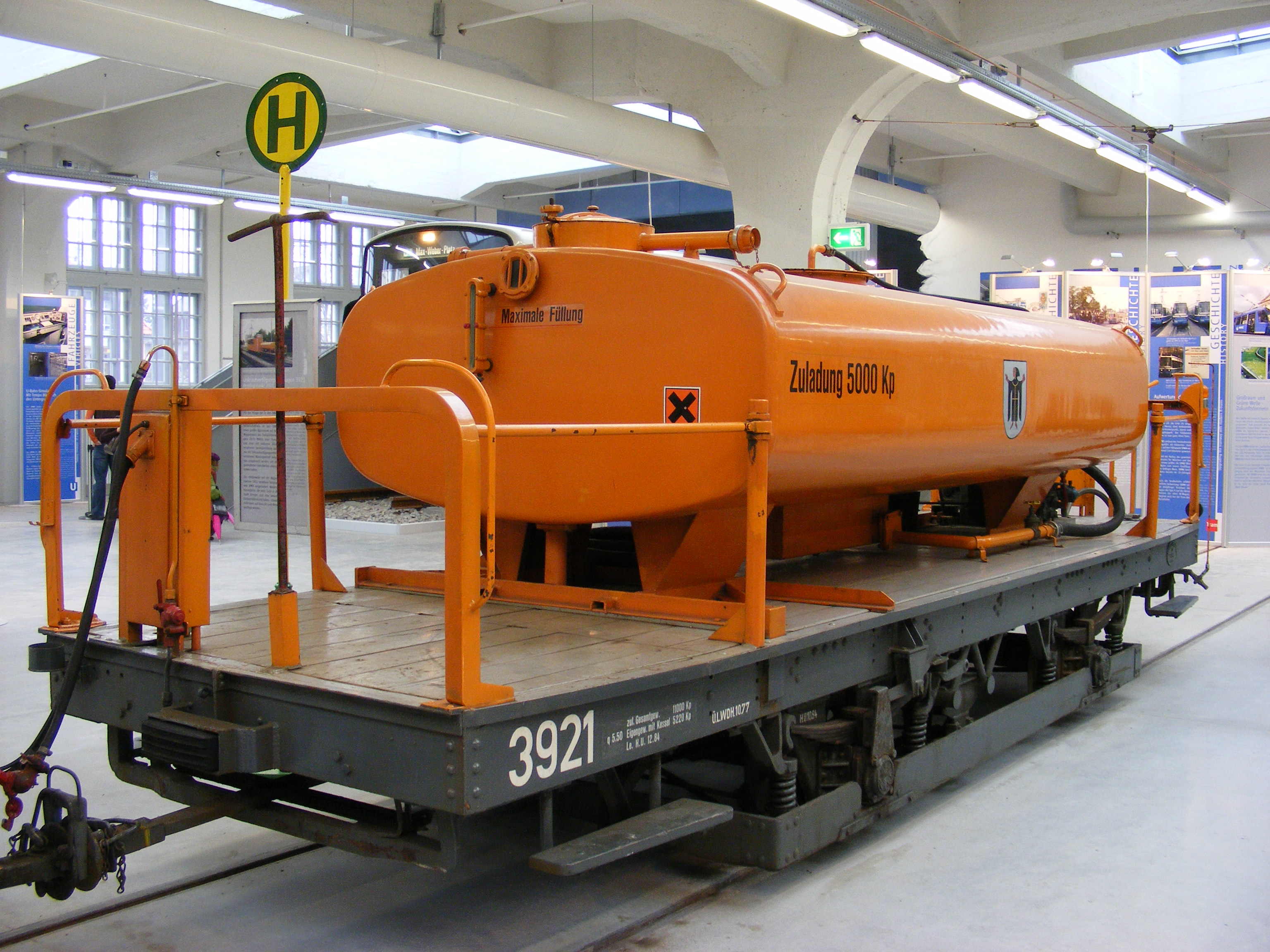
Unkrautvertilgungswagen der Straßenbahn München

Als Vegetationskontrolle oder Vegetationspflege bezeichnet man bei Bahnen die maschinelle Unkrautbekämpfung im Gleisbereich sowie den Rückschnitt von ins Lichtraumprofil ragenden Ästen von Bäumen und Sträuchern. 
Für die diesbezügliche Streckenpflege werden spezielle Züge verwendet, auch Sprengzug, Spritzzug, Unkrautsprengzug, Unkrautspritzzug, Unkrautzug, Unkrautbeseitigungszug, Unkrautvertilgungszug oder Unkrautvernichtungszug genannt. Die Spezialzüge dienen dem konzentrierten Ausbringen von Herbiziden, damit das Schotterbett nicht verkrautet. In speziellen Kesselwagen, den sogenannten Sprengwagen, werden die Vorräte an Sprühmitteln mitgeführt. Die gefahrene Geschwindigkeit ist niedrig, damit das Sprühmittel nicht durch Luftwirbel zerstreut wird. Sprengzüge sind überwiegend bei Eisenbahnen anzutreffen, vereinzelt aber auch bei Überlandstraßenbahnen beziehungsweise städtischen Straßenbahnen mit einem hohen Anteil eigener Gleiskörper mit Vignolschienen. In Deutschland beispielsweise ist die Vegetationskontrolle mittels Sprengwagen seit 1926 üblich.
Bei elektrifizierten Strecken muss dabei insbesondere auch der Bereich rund um die Oberleitung entsprechend freigehalten werden, damit die Stromabnehmer nicht mit Ästen kollidieren. Dies gilt auch bei Oberleitungsbusbetrieben. 